# Naw-Rúz
Naw-Rúz är nyårshelgen för bahá'íer över hela världen. De bahá'í-troende har en egen kalender, den s.k. badi-kalendern, i vilken året är indelat i 19 tidsperioder som speglar gudomliga aspekter, och som vardera har 19 dagar. Nyårsdagen infaller alltid det bahá'í-dygn som börjar vid solnedgången den 20 mars och slutar vid solnedgången den 21 mars. Denna nyårsdag kallas i bahá'í-kalendern för den 1 bahá, eller på svenska för 1 prakt. Bahá'í-dygnet börjar således vid solnedgången, lokal tid. Nyårsslaget är inte standardiserat, utan infaller exakt vid solnedgången på olika platser i världen. Tabellen nedan gäller för år 2010 enligt sajten www.meteoprog.se:
| Stad, nation          | Solnedgång 20 mars och start på det nya året för bahá'íerna |
| --------------------- | ----------------------------------------------------------- |
| Kiruna, Sverige       | 17:56                                                       |
| Umeå, Sverige         | 17:54                                                       |
| Stockholm, Sverige    | 18:04                                                       |
| Göteborg, Sverige     | 18:26                                                       |
| Malmö, Sverige        | 18:21                                                       |
| Lissabon, Portugal    | 18:48                                                       |
| Akko, Israel          | 17:51                                                       |
| Istanbul, Turkiet     | 18:16                                                       |
| Teheran, Iran         | 18:15                                                       |
| Chicago, USA          | 18:03                                                       |
| Melbourne, Australien | 18:32                                                       |

Bahá'í-nyåret har givetvis ett samband med det persiska nouruz, som introducerades i Iran före islam när zoroastrismen var den förhärskande religionen. Den direkta orsaken till att nyåret firas denna tid på året är vårdagjämningen.
Vårdagjämningen inträffar när solskivans centrum passerar gränsen mellan södra och norra himmelshalvan (himmelsekvatorn). Punkten på himmelsekvatorn där passagen sker kallas vårdagjämningspunkten. Vårdagjämningen är således inte en dag, utan en ögonblicklig händelse som inträffar vid en bestämd tidpunkt vid olika klockslag på skilda ställen på jorden. År 2009 inträffade vårdagjämningen den 20 mars kl 11:44 i Sverige, men bahá'í-nyåret firades som vanligt på kvällen denna dag.
Dag och natt är inte exakt lika långa vid vårdagjämningen. Detta fenomen inträder något dygn tidigare och beror på att solen kan lysa på lite mer än halva jorden på en gång. Det beror på ljusets böjning i atmosfären, den så kallade refraktionen. Det medför att dagen blir längre och natten kortare än den annars skulle ha varit. Refraktionen medför också att dag och natt är lika långa först något dygn efter höstdagjämningen. 
Kalendern togs fram 1848 och 1849 av profeten Báb (arkebuserad bl.a. för "brott mot religionslagarna" 1850), som tillsammans med Bahá'u'lláh (1817-1892) räknas som den ene av bahá'í-trons grundare. Báb, som kom från den persiska staden Shiraz valde vårdagjämningen som start på det nya året och följde därmed den urgamla iranska traditionen (se Nouruz). Baha'i-trons grundare Bahá'u'lláh bekräftade Bábs kalender på 1860-talet  
Bahá'íernas firande av Naw Rúz i olika länder följer inte de gamla persiska sederna. Festligheterna är starkt påverkade av seder och mattraditioner i det land bahá'íerna råkar bo. Om en gemensam nyårsfest anordnas för bahá'íerna på orten (vilket är mycket vanligt) har i regel firandet en pluralistisk mix av inslag från olika kulturer eftersom det är vanligt att flera bahá'íer i ett lokalt samfund är invandrare, gäststudenter eller gifta med immigranter.
Nowruz är en mycket gammal, flertusenårig, tradition, som människor har firat till vårens ankomst och på vårdagjämningens dag. Nowruz är från början en zoroastrisk högtid, som firas av zoroastriska iranier, kurder, afghaner m.fl. Nowruz är inte en bahaiisk högtid, men eftersom bahaierna ursprungligen kom från Iran firade de naturligtvis denna högtid.